# Isopedella saundersi
Isopedella saundersi är en spindelart som först beskrevs av Henry Roughton Hogg 1903.  Isopedella saundersi ingår i släktet Isopedella och familjen jättekrabbspindlar. Inga underarter finns listade i Catalogue of Life.